# نیکولسکویه (شهرستان بلگورودسکی، استان بلگورود)
نیکولسکویه (انگلیسی: Nikolskoye, Belgorodsky District, Belgorod Oblast) یک شهرک در بخش بلگورودسکی استان بلگورود کشور روسیه است.